# Ernst Michael Mangel
Ernst Michael Mangel (* 1800 in Karlsburg (damals Ungarn, heute Alba Iulia in Rumänien); † 13. Januar 1887 in Athen) war Musiker, Komponist, Philhellene und Organisator der Militärmusik im Königreich Griechenland.

## Leben
Über die beiden ersten Jahrzehnte des Lebens von Ernst Mangel ist kaum etwas bekannt. Seine Herkunft, seine Jugendzeit, seine musikalische Ausbildung liegen im Dunkeln.
1823 ging er nach Griechenland, wo er sich Oberst Charles Nicolas Fabvier anschloss. Oberst Fabvier hatte im Auftrag der Regierung Griechenlands den Aufbau des griechischen Heeres übernommen. Er beauftragte Ernst Mangel mit dem Aufbau eines Musikkorps. Ernst Mangel führte dabei die Klarinette in die griechische Musik ein. Im Griechischen Unabhängigkeitskrieg lag das Musikkorps von 1826 bis 1827 im von türkischen Truppen eingeschlossenen Athen. 1828 verlor Oberst Fabvier den Oberbefehl über das griechische Heer und kehrte nach Paris zurück. Oberst Carl Wilhelm von Heideck trat an seine Stelle. Nach der Befreiung Athens verlegte er das von Ernst Mangel geführte Musikkorps in die Regierungshauptstadt Nauplion.
Um eine Griechin heiraten zu können, trat Ernst Mangel 1834 zum griechisch-orthodoxen Glauben über und änderte seinen Vornamen in Michael. Nach seiner Vermählung schied er aus der griechischen Armee aus. König Otto von Griechenland berief Michael Mangel zurück und übertrug ihm das Amt des Militär-Musikinspizienten mit dem Auftrag, griechische Militärmärsche auf der Grundlage der griechischen Volksmusik zu komponieren bzw. andere Komponisten dazu anzuregen. In der Zeit von 1843 bis 1855 war Michael Mangel auch der Direktor der 1843 gegründeten Militär-Musikschule in Athen. Im Jahre 1865 wurde Michael Mangel pensioniert.

## Werke
Die Notenmanuskripte von drei Triumph-Märschen, gewidmet König Otto von Griechenland, sind im Bestand der Bayerischen Staatsbibliothek in München zu finden.